# Emmy do Primetime de melhor atriz numa série de comédia
Lista das atrizes premiadas com o Emmy do Primetime de melhor atriz em uma série de comédia.
ObservaçãoO ano indicado na lista refere-se ao ano em que ocorreu a entrega do prêmio, relativo à melhor atriz do ano anterior.

## Vencedoras e indicadas

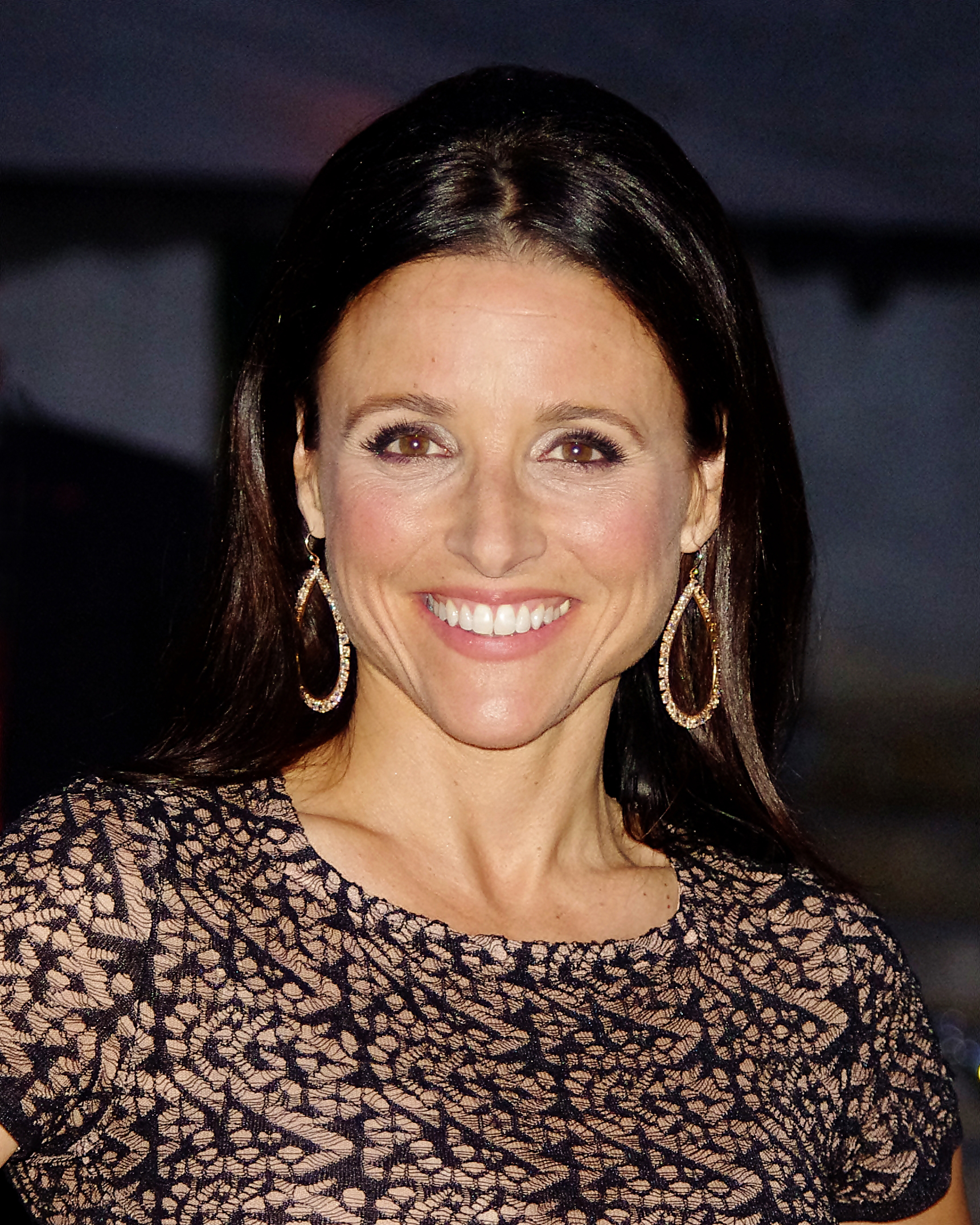
Julia Louis-Dreyfus, premiada em 2006, 2012, 2013, 2014, 2015, 2016 e 2017.
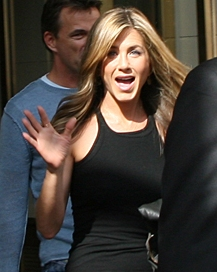
Jennifer Aniston, premiada em 2002.
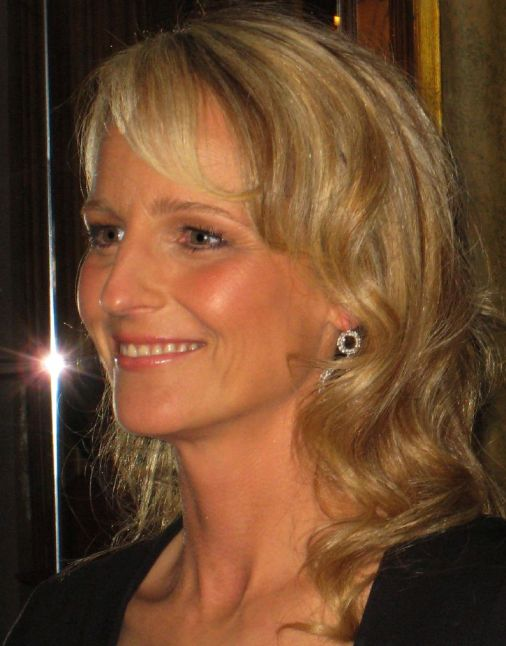
Helen Hunt, premiada em 1996, 1997, 1998 e 1999.
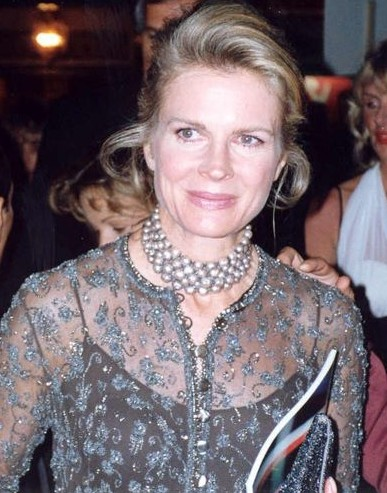
Candice Bergen, premiada em 1989, 1990, 1992, 1994 e 1995
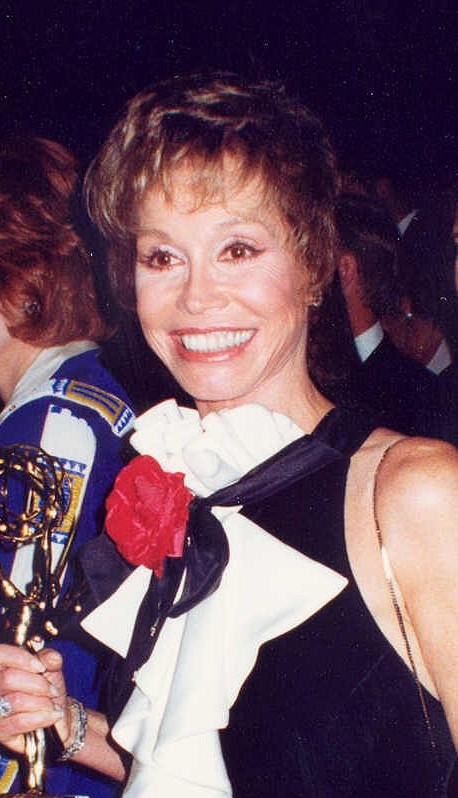
Mary Tyler Moore, premiada em 1964, 1966, 1973, 1974 e 1976.
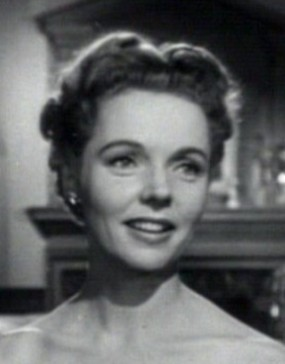
Jane Wyatt, premiada em 1958, 1959 e 1960.

### Década de 1950
| - 1954: Eve Arden – Our Miss Brooks como Connie Brooks - Lucille Ball – I Love Lucy como Lucy Ricardo - Imogene Coca – Your Show of Shows como várias personagens - Dinah Shore – The Dinah Shore Show como ela mesma - Loretta Young – The Loretta Young Show como várias personagens - 1955: Loretta Young – The Loretta Young Show como várias personagens - Gracie Allen – The George Burns and Gracie Allen Show como Gracie Allen - Eve Arden – Our Miss Brooks como Connie Brooks - Lucille Ball – I Love Lucy como Lucy Ricardo - Ann Sothern – Private Secretary como Susie MacNamara - 1956: Lucille Ball – I Love Lucy como Lucy Ricardo - Gracie Allen – The George Burns and Gracie Allen Show como Gracie Allen - Eve Arden – Our Miss Brooks como Connie Brooks - Jean Hagen – Make Room for Daddy como Margaret Williams - Ann Sothern – Private Secretary como Susie MacNamara | - 1957: Nanette Fabray – Caesar's Hour como várias personagens - Edie Adams – The Ernie Kovacs Show como ela mesma - Gracie Allen – The George Burns and Gracie Allen Show como Gracie Allen - Lucille Ball – I Love Lucy como Lucy Ricardo - Ann Sothern – Private Secretary como Susie MacNamara - 1958: Jane Wyatt – Father Knows Best como Margaret Anderson - Eve Arden – The Eve Arden Show como Liza Hammond - Spring Byington – December Bride como Lily Huskin - Jan Clayton – Lassie como Ellen Miller - Ida Lupino – Mr. Adams and Eve como Eve Drake - 1959: Jane Wyatt – Father Knows Best como Margaret Anderson - Gracie Allen – The George Burns and Gracie Allen Show como Gracie Allen - Spring Byington – December Bride como Lily Huskin - Ida Lupino – Mr. Adams and Eve como Eve Adams - Donna Reed – The Donna Reed Show como Donna Stone - Ann Sothern – The Ann Sothern Show como Katy O'Connor |

### Década de 1960
| - 1960: Jane Wyatt – Father Knows Best como Margaret Anderson - Donna Reed – The Donna Reed Show como Donna Stone - Loretta Young – The Loretta Young Show como várias personagens - 1961: Barbara Stanwyck – The Barbara Stanwyck Show como várias personagens - Donna Reed – The Donna Reed Show como Donna Stone - Loretta Young – The Loretta Young Show como várias personagens - 1962: Shirley Booth – Hazel como Hazel Burke - Gertrude Berg – The Gertude Berg Show como Sarah Green - Donna Reed – The Donna Reed Show como Donna Stone - Mary Stuart – Search for Tomorrow como Joanne Gardner - Cara Williams – Pete & Gladys como Gladys Porter - 1963: Shirley Booth – Hazel como Hazel Burke - Lucille Ball – The Lucy Show como Lucy Carmichael - Shirl Conway – The Nurses como Liz Thorpe - Mary Tyler Moore – The Dick Van Dyke Show como Laura Petrie - Irene Ryan – The Beverly Hillbillies como Granny - 1964: Mary Tyler Moore – The Dick Van Dyke Show como Laura Petrie - Shirley Booth – Hazel como Hazel Burke - Patty Duke – The Patty Duke Show como Liz Thorpe - Irene Ryan – The Beverly Hillbillies como Granny - Inger Stevens – The Farmer's Daughter como Katy Holstrum | - 1965: não houve prêmio - 1966: Mary Tyler Moore – The Dick Van Dyke Show como Laura Petrie - Elizabeth Montgomery – Bewitched como Samantha Stephens - Lucille Ball – The Lucy Show como Lucy Carmichael - 1967: Lucille Ball – The Lucy Show como Lucy Carmichael - Elizabeth Montgomery – Bewitched como Samantha Stephens - Agnes Moorehead – Bewitched como Endora - Marlo Thomas – That Girl como Ann Marie - 1968: Lucille Ball – The Lucy Show como Lucy Carmichael - Elizabeth Montgomery – Bewitched como Samantha Stephens - Barbara Feldon – Get Smart como Agente 99 - Paula Prentiss – He & She como Paula Hollister - Marlo Thomas – That Girl como Ann Marie - 1969: Hope Lange – The Ghost and Mrs. Muir como Carolyn Muir - Elizabeth Montgomery – Bewitched como Samantha Stephens - Diahann Carroll – Julia como Julia Baker - Barbara Feldon – Get Smart como Agente 99 |

### Década de 1970
| - 1970: Hope Lange – The Ghost and Mrs. Muir como Carolyn Muir - Elizabeth Montgomery – Bewitched como Samantha Stephens - Marlo Thomas – That Girl como Ann Marie - 1971: Jean Stapleton – All in the Family como Edith Bunker - Marlo Thomas – That Girl como Ann Marie - Mary Tyler Moore – The Mary Tyler Moore Show como Mary Richards - 1972: Jean Stapleton – All in the Family como Edith Bunker - Sandy Duncan – Funny Face como Sandy Stockton - Mary Tyler Moore – The Mary Tyler Moore Show como Mary Richards - 1973: Mary Tyler Moore – The Mary Tyler Moore Show como Mary Richards - Jean Stapleton – All in the Family como Edith Bunker - Beatrice Arthur – Maude como Maude Findlay - 1974: Mary Tyler Moore – The Mary Tyler Moore Show como Mary Richards - Beatrice Arthur – Maude como Maude Findlay - Jean Stapleton – All in the Family como Edith Bunker - 1975: Valerie Harper – Rhoda como Rhoda Morgenstern - Jean Stapleton – All in the Family como Edith Bunker - Mary Tyler Moore – Rhoda como Mary Richards | - 1976: Mary Tyler Moore – The Mary Tyler Moore Show como Mary Richards - Lee Grant – Fay como Fay Stewart - Beatrice Arthur – Maude como Maude Findlay - Cloris Leachman – Phyllis como Phyllis Lindstrom - Valerie Harper – Rhoda como Rhoda Morgenstern - 1977: Beatrice Arthur – Maude como Maude Findlay - Jean Stapleton – All in the Family como Edith Bunker - Valerie Harper – Rhoda como Rhoda Morgenstern - Suzanne Pleshette – The Bob Newhart Show como Emily Hartley - Mary Tyler Moore – The Mary Tyler Moore Show como Mary Richards - 1978: Jean Stapleton – All in the Family como Edith Bunker - Beatrice Arthur – Maude como Maude Findlay - Valerie Harper – Rhoda como Rhoda Morgenstern - Cathryn Damon – Soap como Mary Campbell - Katherine Helmond – Soap como Jessica Tate - Suzanne Pleshette – The Bob Newhart Show como Emily Hartley - 1979: Ruth Gordon – Taxi como Dee Wilcox - Linda Lavin – Alice como Alice Hyatt - Jean Stapleton – All in the Family como Edith Bunker - Katherine Helmond – Soap como Jessica Tate - Isabel Sanford – The Jeffersons como Louise Jefferson |

### Década de 1980
| - 1980: Cathryn Damon – Soap como Mary Campbell - Katherine Helmond – Soap como Jessica Tate - Isabel Sanford – The Jeffersons como Louise Jefferson - Sheree North – Archie Bunker's Place como Dotty Wertz - Polly Holliday – Flo como Flo Castleberry - 1981: Isabel Sanford – The Jeffersons como Louise Jefferson - Eileen Brennan – Taxi como Srª. McKenzie - Cathryn Damon – Soap como Mary Campbell - Katherine Helmond – Soap como Jessica Tate - Lynn Redgrave – House Calls como Ann Atkinson - 1982: Carol Kane – Taxi como Simka Dahblitz - Charlotte Rae – The Facts of Life como Edna Garrett - Bonnie Franklin – One Day at a Time como Ann Romano - Isabel Sanford – The Jeffersons como Louise Jefferson - Swoosie Kurtz – Love, Sydney como Laurie Morgan - Nell Carter – Gimme a Break! como Nellie Harper - 1983: Shelley Long – Cheers como Diane Chambers - Isabel Sanford – The Jeffersons como Louise Jefferson - Mariette Hartley – Goodnight, Beantown como Jennifer Barnes - Rita Moreno – 9 to 5 como Violet Newstead - Swoosie Kurtz – Love, Sydney como Laurie Morgan - Nell Carter – Gimme a Break! como Nellie Harper - 1984: Jane Curtin – Kate & Allie como Allie Lowell - Susan Saint James – Kate & Allie como Kate McArdle - Isabel Sanford – The Jeffersons como Louise Jefferson - Shelley Long – Cheers como Diane Chambers - Joanna Cassidy – Buffalo Bill como Jo Jo White | - 1985: Jane Curtin – Kate & Allie como Allie Lowell - Susan Saint James – Kate & Allie como Kate McArdle - Phylicia Rashad – The Cosby Show como Clair Huxtable - Isabel Sanford – The Jeffersons como Louise Jefferson - Shelley Long – Cheers como Diane Chambers - 1986: Betty White – The Golden Girls como Rose Nylund - Bea Arthur – The Golden Girls como Dorothy Zbornak - Rue McClanahan – The Golden Girls como Blanche Devereaux - Phylicia Rashad – The Cosby Show como Clair Huxtable - Shelley Long – Cheers como Diane Chambers - 1987: Rue McClanahan – The Golden Girls como Blanche Devereaux - Bea Arthur – The Golden Girls como Dorothy Zbornak - Betty White – The Golden Girls como Rose Nylund - Jane Curtin – Kate & Allie como Allie Lowell - Blair Brown – The Days and Nights of Molly Dodd como Molly Dodd - 1988: Bea Arthur – The Golden Girls como Dorothy Zbornak - Betty White – The Golden Girls como Rose Nylund - Rue McClanahan – The Golden Girls como Blanche Devereaux - Kirstie Alley – Cheers como Dharma Montgomery - Blair Brown – The Days and Nights of Molly Dodd como Molly Dodd - 1989: Candice Bergen – Murphy Brown como Murphy Brown - Bea Arthur – The Golden Girls como Dorothy Zbornak - Rue McClanahan – The Golden Girls como Blanche Devereaux - Betty White – The Golden Girls como Rose Nylund - Blair Brown – The Days and Nights of Molly Dodd como Molly Dodd |

### Década de 1990
| - 1990: Candice Bergen – Murphy Brown como Murphy Brown - Kirstie Alley – Cheers como Rebecca Howe - Blair Brown – The Days and Nights of Molly Dodd como Molly Bickford Dodd - Delta Burke – Designing Women como Suzanne Sugarbaker - Betty White – The Golden Girls como Rose Nylund - 1991: Kirstie Alley – Cheers como Rebecca Howe - Candice Bergen – Murphy Brown como Murphy Brown - Blair Brown – The Days and Nights of Molly Dodd como Molly Bickford Dodd - Delta Burke – Designing Women como Suzanne Sugarbaker - Betty White – The Golden Girls como Rose Nylund - 1992: Candice Bergen – Murphy Brown como Murphy Brown - Kirstie Alley – Cheers como Rebecca Howe - Roseanne Barr – Roseanne como Roseanne Conner - Tyne Daly – Wings como Mimsy Borogroves - Marion Ross – Brooklyn Bridge como Sophie Berger - Betty White – The Golden Girls como Rose Nylund - 1993: Roseanne Barr – Roseanne como Roseanne Conner - Kirstie Alley – Cheers como Rebecca Howe - Candice Bergen – Murphy Brown como Murphy Brown - Helen Hunt – Mad About You como Jamie Buchman - Marion Ross – Brooklyn Bridge como Sophie Berger - 1994: Candice Bergen – Murphy Brown como Murphy Brown - Roseanne Barr – Roseanne como Roseanne Conner - Helen Hunt – Mad About You como Jamie Buchman - Annie Potts – Love & War como Dana Palladino - Patricia Richardson – Home Improvement como Jill Taylor | - 1995: Candice Bergen – Murphy Brown como Murphy Brown - Roseanne Barr – Roseanne como Roseanne Conner - Helen Hunt – Mad About You como Jamie Buchman - Ellen DeGeneres – Ellen como Ellen Morgan - Cybill Shepherd – Cybill como Cybill Sheridan - 1996: Helen Hunt – Mad About You como Jamie Buchman - Ellen DeGeneres – Ellen como Ellen Morgan - Fran Drescher – The Nanny como Fran Fine - Cybill Shepherd – Cybill como Cybill Sheridan - Patricia Richardson – Home Improvement como Jill Taylor - 1997: Helen Hunt – Mad About You como Jamie Buchman - Ellen DeGeneres – Ellen como Ellen Morgan - Fran Drescher – The Nanny como Fran Fine - Cybill Shepherd – Cybill como Cybill Sheridan - Patricia Richardson – Home Improvement como Jill Taylor - 1998: Helen Hunt – Mad About You como Jamie Buchman - Ellen DeGeneres – Ellen como Ellen Morgan - Kirstie Alley – Veronica's Closet como Veronica Chase - Jenna Elfman – Dharma & Greg como Dharma Montgomery - Calista Flockhart – Ally McBeal como Ally McBeal - Patricia Richardson – Home Improvement como Jill Taylor - 1999: Helen Hunt – Mad About You como Jamie Buchman - Jenna Elfman – Dharma & Greg como Dharma Montgomery - Calista Flockhart – Ally McBeal como Ally McBeal - Patricia Heaton – Everybody Loves Raymond como Debra Barone - Sarah Jessica Parker – Sex and the City como Carrie Bradshaw |

### Década de 2000
| - 2000: Patricia Heaton – Everybody Loves Raymond como Debra Barone - Jenna Elfman – Dharma & Greg como Dharma Montgomery - Jane Kaczmarek – Malcolm in the Middle como Lois - Debra Messing – Will & Grace como Grace Adler - Sarah Jessica Parker – Sex and the City como Carrie Bradshaw - 2001: Patricia Heaton – Everybody Loves Raymond como Debra Barone - Calista Flockhart – Ally McBeal como Ally McBeal - Jane Kaczmarek – Malcolm in the Middle como Lois - Debra Messing – Will & Grace como Grace Adler - Sarah Jessica Parker – Sex and the City como Carrie Bradshaw - 2002: Jennifer Aniston – Friends como Rachel Green - Patricia Heaton – Everybody Loves Raymond como Debra Barone - Jane Kaczmarek – Malcolm in the Middle como Lois - Debra Messing – Will & Grace como Grace Adler - Sarah Jessica Parker – Sex and the City como Carrie Bradshaw - 2003: Debra Messing – Will & Grace como Grace Adler - Jennifer Aniston – Friends como Rachel Green - Patricia Heaton – Everybody Loves Raymond como Debra Barone - Jane Kaczmarek – Malcolm in the Middle como Lois - Sarah Jessica Parker – Sex and the City como Carrie Bradshaw - 2004: Sarah Jessica Parker – Sex and the City como Carrie Bradshaw - Jennifer Aniston – Friends como Rachel Green - Patricia Heaton – Everybody Loves Raymond como Debra Barone - Bonnie Hunt – Life with Bonnie como Bonnie Malloy - Jane Kaczmarek – Malcolm in the Middle como Lois | - 2005: Felicity Huffman – Desperate Housewives como Lynette Scavo - Marcia Cross – Desperate Housewives como Bree Van de Kamp - Teri Hatcher – Desperate Housewives como Susan Mayer - Patricia Heaton – Everybody Loves Raymond como Debra Barone - Jane Kaczmarek – Malcolm in the Middle como Lois - 2006: Julia Louis-Dreyfus – The New Adventures of Old Christine como Christine Campbell - Stockard Channing – Out of Practice como Lydia Barnes - Jane Kaczmarek – Malcolm in the Middle como Lois - Lisa Kudrow – The Comeback como Valerie Cherish - Debra Messing – Will & Grace como Grace Adler - 2007: America Ferrera – Ugly Betty como Betty Suarez - Tina Fey – 30 Rock como Liz Lemon - Felicity Huffman – Desperate Housewives como Lynette Scavo - Julia Louis-Dreyfus – The New Adventures of Old Christine como Christine Campbell - Mary-Louise Parker – Weeds como Nancy Botwin - 2008: Tina Fey – 30 Rock como Liz Lemon - America Ferrera – Ugly Betty como Betty Suarez - Christina Applegate – Samantha Who? como Samantha Newly - Julia Louis-Dreyfus – The New Adventures of Old Christine como Christine Campbell - Mary-Louise Parker – Weeds como Nancy Botwin - 2009: Toni Collette – United States of Tara como Tara Gregson - Christina Applegate – Samantha Who? como Samantha Newly - Tina Fey – 30 Rock como Liz Lemon - Julia Louis-Dreyfus – The New Adventures of Old Christine como Christine Campbell - Mary-Louise Parker – Weeds como Nancy Botwin - Sarah Silverman – The Sarah Silverman Program como Sarah Silverman |

### Década de 2010
| - 2010: Edie Falco – Nurse Jackie como Jackie Peyton - Toni Collette – United States of Tara como Tara Gregson - Amy Poehler – Parks and Recreation como Leslie Knope - Julia Louis-Dreyfus – The New Adventures of Old Christine como Christine Campbell - Lea Michele – Glee como Rachel Berry - Tina Fey – 30 Rock como Liz Lemon - 2011: Melissa McCarthy – Mike & Molly como Molly Flynn - Edie Falco – Nurse Jackie como Jackie Peyton - Amy Poehler – Parks and Recreation como Leslie Knope - Laura Linney – The Big C como Cathy Jamison - Martha Plimpton – Raising Hope como Virginia Chance - Tina Fey – 30 Rock como Liz Lemon - 2012: Julia Louis-Dreyfus – Veep como Selina Meyer - Edie Falco – Nurse Jackie como Jackie Peyton - Amy Poehler – Parks and Recreation como Leslie Knope - Lena Dunham – Girls como Hannah Horvath - Melissa McCarthy – Mike & Molly como Molly Flynn - Tina Fey – 30 Rock como Liz Lemon - Zooey Deschanel - New Girl como Jessica Day - 2013: Julia Louis-Dreyfus – Veep como Selina Meyer - Edie Falco – Nurse Jackie como Jackie Peyton - Amy Poehler – Parks and Recreation como Leslie Knope - Lena Dunham – Girls como Hannah Horvath - Laura Dern – Enlightened como Amy Jellicoe - Tina Fey - 30 Rock como Liz Lemon - 2014: Julia Louis-Dreyfus – Veep como Selina Meyer - Edie Falco – Nurse Jackie como Jackie Peyton - Amy Poehler - Parks and Recreation como Leslie Knope - Lena Dunham – Girls como Hannah Horvath - Melissa McCarthy – Mike & Molly como Molly Flynn - Taylor Schilling – Orange Is the New Black como Piper Chapman | - 2015: Julia Louis-Dreyfus – Veep como Selina Meyer - Edie Falco – Nurse Jackie como Jackie Peyton - Amy Schumer - Inside Amy Schumer como várias personagens - Amy Poehler – Parks and Recreation como Leslie Knope - Lisa Kudrow – The Comeback como Valerie Cherish - Lily Tomlin – Grace and Frankie como Frankie Bergstein - 2016: Julia Louis-Dreyfus - Veep como Selina Meyer - Ellie Kemper - Unbreakable Kimmy Schmidt como Kimmy Schmidt - Amy Schumer - Inside Amy Schumer como várias personagens - Laurie Metcalf - Getting On como Drª Jenna Jones - Tracee Ellis Ross - Black-ish como Rainbow Johnson - Lily Tomlin - Grace and Frankie como Frankie Bergstein - 2017: Julia Louis-Dreyfus - Veep como Selina Meyer - Pamela Adlon - Better Things como Sam Fox - Allison Janney - Mom como Bonnie Plunkett - Jane Fonda - Grace and Frankie como Grace Hanson - Ellie Kemper - Unbreakable Kimmy Schmidt como Kimmy Schmidt - Tracee Ellis Ross - Black-ish como Rainbow Johnson - Lily Tomlin - Grace and Frankie como Frankie Bergstein - 2018: Rachel Brosnahan - The Marvelous Mrs. Maisel como Miriam "Midge" Maisel - Pamela Adlon - Better Things como Sam Fox - Allison Janney - Mom como Bonnie Plunkett - Issa Rae - Insecure como Issa Dee - Tracee Ellis Ross - Black-ish como Rainbow Johnson - Lily Tomlin - Grace and Frankie como Frankie Bergstein - 2019: Phoebe Waller-Bridge – Fleabag como Fleabag - Rachel Brosnahan - The Marvelous Mrs. Maisel como Miriam "Midge" Maisel - Julia Louis-Dreyfus - Veep como Selina Meyer - Natasha Lyonne - Russian Doll como Nadia Vulvokov - Christina Applegate - Dead to Me como Jen Harding - Catherine O'Hara - Schitt's Creek como Moira Rose |

### Década de 2020
2020: Catherine O'Hara - Schitt's Creek como Moira Rose
- Christina Applegate - Dead to Me como Jen Harding
- Rachel Brosnahan - The Marvelous Mrs. Maisel como Miriam "Midge" Maisel
- Linda Cardellini - Dead to Me como Judy Hale
- Issa Rae - Insecure como Issa Dee
- Tracee Ellis Ross - Black-ish como Dr. Rainbow "Bow" Johnson

2021: Jean Smart - Hacks como Deborah Vance
- Kaley Cuoco - The Flight Attendant como Cassandra "Cassie" Bowden
- Allison Janney - Mom como Bonnie Plunkett
- Aidy Bryant - Shrill como Annie Easton
- Tracee Ellis Ross - Black-ish como Dr. Rainbow "Bow" Johnson

2022: Jean Smart - Hacks como Deborah Vance 
- Kaley Cuoco - The Flight Attendant como Cassie Bowden
- Rachel Brosnahan - The Marvelous Mrs. Maisel como Miriam "Midge" Maisel
- Quinta Brunson - Abbott Elementary como Janine Teagues
- Elle Fanning - The Great como Catarina, a Grande
- Issa Rae - Insecure como Issa Dee

2023: Quinta Brunson - Abbott Elementary como Janine Teagues 
- Christina Applegate - Dead to Me como Jen Harding
- Rachel Brosnahan -  The Marvelous Mrs. Maisel como Miriam "Midge" Maisel
- Natasha Lyonne - Poker Face como Charlie Cale
- Jenna Ortega - Wednesday como Wednesday Addams

2024: Jean Smart - Hacks como Deborah Vance 
- Quinta Brunson - Abbott Elementary como Janine Teagues
- Selena Gomez - Only Murders in the Building como Mabel Mora
- Maya Rudolph - Loot como Molly Novak
- Ayo Edebiri - The Bear como Sydney Adamu
- Kristen Wiig - Palm Royale como Maxine Dellacorte-Simmons

| Ano  | Atriz         | Personagem                                    | Série              |  |
| ---- | ------------- | --------------------------------------------- | ------------------ |  |
| 1952 | Lucille Ball  | Lucille Esmeralda "Lucy" McGillicuddy-Ricardo | I Love Lucy        |  |
| 1951 | Imogene Coca  | Imogene Coca                                  | Your Show of Shows |  |
| 1950 | Gertrude Berg | Molly Goldberg                                | The Goldbergs      |  |